# DHD-Verfahren
Das DHD-Verfahren (von Dehydrierung-unter-H2-Druck) ist ein chemisch-technisches Verfahren zur Umwandlung nicht-aromatischer Bestandteile von Benzinen wie etwa Naphthenen und Paraffinen in Aromaten. Bei den im Rohbenzin vorhandenen Naphthenen handelt es sich meist um substituierte 5- oder 6-gliedrige Cycloparaffine. Die 5-gliedrigen Naphthene können mittels Isomerisierung durch Ringerweiterung in 6-gliedrige Naphthene umgewandelt werden. Die Dehydrierung der 6-gliedrigen Naphthene führt direkt zu aromatischen Verbindungen. Paraffine können durch Dehydrocyclisierung in Aromaten umgewandelt werden. Eine unerwünschte Nebenreaktion ist die Dealkylierung von substituierten Naphthenen durch Hydrocracken. 

## Geschichte
Das DHD-Verfahren wurde unter anderem als Folgeprozess des Bergius-Pier-Verfahrens eingesetzt zur Oktanzahlverbesserung von Hydrierbenzinen. Im Verlauf der Verfahrensentwicklung zeigte sich, dass sich die Oktanzahl von paraffinreicheren Benzinen aus Erdöl oder der Fischer-Tropsch-Synthese ebenfalls über die Dehydrocyclisierungsreaktion erhöhen lässt.
Die ersten DHD-Anlagen entstanden in den Hydrierwerken Pölitz speziell zur Herstellung synthetischen Flugbenzins, dessen Produktion dort ab Januar 1942 begann. Dies waren weltweit die ersten industriellen Großanlagen ihrer Art. Derartige Anlagen liefen am Ende des Zweiten Weltkriegs in mehreren deutschen Hydrierwerken oder befanden sich da gerade im Aufbau.

## Verfahrensparameter
Das Verfahren arbeitete bei Drücken von etwa 60 bar, die Reaktionstemperatur lag bei etwa 510 bis 530 °C. Als Katalysator wurde ein Kontakt aus auf Aluminiumoxid dispergiertes Molybdänoxid verwendet. Die Siedegrenzen der eingesetzten Benzine lagen zwischen etwa 85 bis 185 °C. Durch das Verfahren ließ sich die Oktanzahl der Benzine von etwa 50 auf 80 erhöhen.
Eine typische Reaktion des DHD-Verfahrens ist die Dehydrierung von Methylcyclohexan zu Toluol, eine stark endotherme Reaktion (etwa −218 kJ/mol):
Das Ausgangsmaterial wird zunächst in einem Röhrenofen auf Reaktionstemperatur vorgeheizt und danach in einen Reaktor mit dem entsprechenden Kontakt gepumpt. Gleichzeitig wird der Reaktor mit Wasserstoff beaufschlagt, der die Verkokung des Kontaktes verzögern soll. Die Produkte werden anschließend gekühlt und der Wasserstoff abgetrennt und in den Prozess zurückgeführt. Das Rohprodukt wird destillativ aufgearbeitet. Die Hauptprodukte des Verfahrens sind die Aromaten Benzol, Toluol und die Xylole.